# Кубок ярмарків 1966—1967
Дев'ятий Кубок ярмарків відбувся між 1966 і 1967 роками й був виграний югославським «Динамо» (Загреб), який у фіналі переміг англійський «Лідс Юнайтед».

## Перший раунд
Матчі проходили від 24 серпня до 5 жовтня 1966 року.
| Команда 1           | Заг. | Команда 2                       | 1-й матч | 2-й матч |
| ------------------- | ---- | ------------------------------- | -------- | -------- |
| «Спартак КПС Брно»  | 2:2* | «Динамо» (Загреб)               | 2:0      | 0:2      |
| «Фрігг»             | 2:6  | «Данфермлін Атлетік»            | 1:3      | 1:3      |
| «Динамо» (Пітешть)  | 4:2  | «Севілья»                       | 2:0      | 2:2      |
| «Аріс»              | 0:7  | «Ювентус»                       | 0:2      | 0:5      |
| «Вінер Шпорт-Клуб»  | 2:5  | «Наполі»                        | 1:2      | 1:3      |
| «Штутгарт»          | 1:3  | «Бернлі»                        | 1:1      | 0:2      |
| «Олімпія» (Любляна) | 3:6  | «Ференцварош»                   | 3:3      | 0:3      |
| «Ніцца»             | 3:4  | «Ергрюте»                       | 2:2      | 1:2      |
| «Драмкондра»        | 1:8  | «Айнтрахт» (Франкфурт-на-Майні) | 0:2      | 1:6      |
| «Порту»             | 3:3* | «Бордо»                         | 2:1      | 1:2      |
| «Уніон»             | 0:2  | «Антверпен»                     | 0:1      | 0:1      |
| «Юргорден»          | 2:5  | «Локомотив» (Лейпциг)           | 1:3      | 1:2      |
| «Гезтепе»           | 2:5  | «Болонья»                       | 1:2      | 1:3      |
| «ДОС»               | 4:3  | «Базель»                        | 2:1      | 2:2      |
| «Црвена Звезда»     | 5:2  | «Атлетік» (Більбао)             | 5:0      | 0:2      |
| «Нюрнберг»          | 1:4  | «Валенсія»                      | 1:2      | 0:2      |

* - переможець пари визначився жеребкуванням.

## 1/16 фіналу
Матчі проходили від 12 жовтня до 30 листопада 1966 року.
| Команда 1                       | Заг.    | Команда 2              | 1-й матч | 2-й матч |
| ------------------------------- | ------- | ---------------------- | -------- | -------- |
| «Данфермлін Атлетік»            | 4:4 (ч) | «Динамо» (Загреб)      | 4:2      | 0:2      |
| «Тулуза»                        | 4:5     | «Динамо» (Пітешть)     | 3:0      | 1:5      |
| «Барселона»                     | 1:4     | «Данді Юнайтед»        | 1:2      | 0:2      |
| «Ювентус»                       | 5:1     | «Віторія» (Сетубал)    | 3:1      | 2:0      |
| «Лозанна»                       | 1:8     | «Бернлі»               | 1:3      | 0:5      |
| «Болдклуббен 1909»              | 2:6     | «Наполі»               | 1:4      | 1:2      |
| «Ергрюте»                       | 1:7     | «Ференцварош»          | 0:0      | 1:7      |
| «Айнтрахт» (Франкфурт-на-Майні) | 7:3     | «Відовре»              | 5:1      | 2:2      |
| «Антверпен»                     | 2:8     | «Кілмарнок»            | 0:1      | 2:7      |
| «Гент»                          | 1:0     | «Бордо»                | 1:0      | 0:0      |
| «Спартак» (Пловдив)             | 1:4     | «Бенфіка»              | 1:1      | 0:3      |
| «Локомотив» (Лейпциг)           | 2:1     | «Льєж»                 | 0:0      | 2:1      |
| «Спарта»                        | 3:4     | «Болонья»              | 2:2      | 2:1      |
| «ДОС»                           | 3:6     | «Вест-Бромвіч Альбіон» | 1:1      | 2:5      |
| «Валенсія»                      | 3:1     | «Црвена Звезда»        | 1:0      | 2:1      |
| «ДВС»                           | 2:8     | «Лідс Юнайтед»         | 1:3      | 1:5      |

## 1/8 фіналу
Матчі проходили від 14 грудня 1966 до 8 березня 1967 року.
| Команда 1                       | Заг. | Команда 2              | 1-й матч | 2-й матч |
| ------------------------------- | ---- | ---------------------- | -------- | -------- |
| «Динамо» (Пітешть)              | 0:1  | «Динамо» (Загреб)      | 0:1      | 0:0      |
| «Ювентус»                       | 3:1  | «Данді Юнайтед»        | 3:0      | 0:1      |
| «Бернлі»                        | 3:0  | «Наполі»               | 3:0      | 0:0      |
| «Айнтрахт» (Франкфурт-на-Майні) | 5:3  | «Ференцварош»          | 4:1      | 1:2      |
| «Кілмарнок»                     | 3:1  | «Гент»                 | 1:0      | 2:1 дч   |
| «Локомотив» (Лейпциг)           | 4:3  | «Бенфіка»              | 3:1      | 1:2      |
| «Болонья»                       | 6:1  | «Вест-Бромвіч Альбіон» | 3:0      | 3:1      |
| «Лідс Юнайтед»                  | 3:1  | «Валенсія»             | 1:1      | 2:0      |

## 1/4 фіналу
Матчі проходили від 22 березня до 24 квітня 1967 року.
| Команда 1                       | Заг. | Команда 2         | 1-й матч | 2-й матч |
| ------------------------------- | ---- | ----------------- | -------- | -------- |
| «Ювентус»                       | 2:5  | «Динамо» (Загреб) | 2:2      | 0:3      |
| «Айнтрахт» (Франкфурт-на-Майні) | 3:2  | «Бернлі»          | 1:1      | 2:1      |
| «Локомотив» (Лейпциг)           | 1:2  | «Кілмарнок»       | 1:0      | 0:2      |
| «Болонья»                       | 1:1* | «Лідс Юнайтед»    | 1:0      | 0:1      |

* - переможець пари визначився жеребкуванням.

## 1/2 фіналу
Матчі проходили від 19 травня до 14 червня 1967 року.
| Команда 1                       | Заг. | Команда 2         | 1-й матч | 2-й матч |
| ------------------------------- | ---- | ----------------- | -------- | -------- |
| «Айнтрахт» (Франкфурт-на-Майні) | 3:4  | «Динамо» (Загреб) | 3:0      | 0:4 дч   |
| «Лідс Юнайтед»                  | 4:2  | «Кілмарнок»       | 4:2      | 0:0      |

## Фінал

### Перший матч
| 30 серпня 1967 |

| «Динамо» (Загреб)   | 2:0      | «Лідс Юнайтед» |
| ------------------- | -------- | -------------- |
| Черчек 39' Рора 59' | Протокол |                |

| Максимир, Загреб Глядачів: 32 000 Арбітр: Адольфо Буено Пералес |

### Другий матч
| 6 вересня 1967 |

| «Лідс Юнайтед» | 0:0      | «Динамо» (Загреб) |
| -------------- | -------- | ----------------- |
|                | Протокол |                   |

| Елленд Роуд, Лідс Глядачів: 35 604 Арбітр: Антоніо Сбарделья |